# Lübecki repülőtér
A Lübecki repülőtér (IATA: LBC, ICAO: EDHL) egy nemzetközi repülőtér Németországban, Lübeck közelében. Éves utasforgalma 82 590 fő (2022).

## Futópályák
A repülőtér futópályái:
- 07/25 (2102 m, 60 m, aszfaltbeton)

## Forgalom
Az utasforgalom az elmúlt években az alábbi módon változott:
| Utasok száma | 184 622 | 270 188 | 598 777 | 677 638 | 534 509 | 688 302 | 344 068 | 367 252 | 126 581 | 82 590 |
|              | 2000    | 2002    | 2004    | 2006    | 2008    | 2009    | 2011    | 2013    | 2015    | 2022   |

## Légitársaságok és úticélok
2024-ben a Lübecki repülőtérről az alábbi járatok indulnak (Utoljára frissítve: 2024-11-3):
| Légitársaság | Célállomások                                                 |
| ------------ | ------------------------------------------------------------ |
| Smartwings   | Szezonális charter: Gran Canaria                             |
| Sundair      | Szezonális: Corfu, Heraklion, Kos, Palma de Mallorca, Rhodes |